# Valérie Belin
Pour les articles homonymes, voir Belin.
Valérie Belin, née le 3 février 1964 à Boulogne-Billancourt, est une artiste plasticienne française, photographe. Elle vit et travaille à Paris.

## Biographie

### Formation
Après des études à l’école d’art de Versailles, puis à l’école nationale supérieure d'art de Bourges, Valérie Belin obtient le diplôme national supérieur d'expression plastique en 1988. Elle est également titulaire d’un DEA en philosophie de l’art, obtenu à l’université de Paris Panthéon-Sorbonne en 1989.

### Photographie
Inspirée par différents courants artistiques minimalistes et conceptuels, Valérie Belin s’oriente très tôt vers la photographie, qu’elle choisit comme moyen d’expression plastique.
Dans cet esprit, c’est d’abord le medium photographique lui-même qui est le sujet principal de son œuvre. La lumière, la matière, le corps des choses et des êtres, ainsi que leurs représentations et leurs transformations par le medium photographique, constituent le terrain de ses investigations et l’univers de son propos artistique. Son travail, composé principalement de natures mortes et de portraits a évolué avec la prise en compte des codes propres au monde de l’image et de la représentation.
En 1995, elle présente une première série de photographies au Printemps de Cahors. Lauréate du Prix CCF (Fondation HSCB pour la photographie) en 2000 et du prix Altadis en 2001, elle séjourne à New York la même année dans le cadre de la Villa Médicis hors les murs, bourse d’étude attribuée par l’Association française d'action artistique (AFAA), le ministère des Affaires étrangères et le ministère de la Culture. Ce séjour sera déterminant pour la suite de sa carrière.
En 2015, elle est lauréate du prix Pictet avec « Disorder », une série de photographies qui sera présentée la même année au musée d'art moderne de la Ville de Paris.
Valérie Belin est représentée par les galeries Nathalie Obadia à Paris, Edwynn Houk à New York et Huxley-Parlour à Londres.
Elle est élue le 24 janvier 2024 au fauteuil VI de la section de photographie de l'Académie des beaux-arts.

## Expositions
Ses œuvres ont été exposées dans le monde entier et font partie de nombreuses collections publiques et privées : Bibliothèque nationale de France, Musée national d’art moderne – Centre Pompidou, Maison européenne de la photographie, musée d'Art moderne de Paris, musée Galliera, Fondation Cartier pour l'art contemporain, Museum of Modern Art (MoMA) à New York, musée d'Art moderne de San Francisco (SFMOMA), J. Paul Getty Museum à Los Angeles, International Center for Photography (ICP) à New York.
Son travail a fait l’objet de deux expositions rétrospectives à la Maison européenne de la photographie à Paris, en 2008, et au Centre Pompidou à Paris, en 2015, avec une exposition intitulée « Les images intranquilles ».
En 2017, son travail est présenté en Chine dans le cadre d’une exposition itinérante intitulée « Méta-Clichés », réalisée en coproduction avec Three Shadows à Pékin, Shanghai Center of Photography (SCôP) à Shanghai et le musée national de Chengdu.
En 2019, trois expositions personnelles ont été consacrées à son travail : « Reflection » au Victoria and Albert Museum à Londres, « Painted Ladies », aux Rencontres de la photographie d'Arles et « China Girls » au Multimedia Art Museum à Moscou.
Deux de ses photographies étaient également présentées dans la grande exposition virtuelle « Noir & Blanc » du Grand Palais en 2020.
Still Life with Dish (2014)  est exposé dans le cadre de l'exposition Les Choses. Une histoire de la nature morte au musée du Louvre du 12 octobre 2022 au 23 janvier 2023, parmi les œuvres de l'espace nommé « Choses humaines ».

### Sélection
2007 - 2008 :
- Valérie Belin Photographies 1996-2006, Huis Marseille Museum for Photography, Amsterdam ; puis Maison européenne de la photographie, Paris[10] et Musée de l'Élysée, Lausanne.

2008
- Correspondances, Musée d'Orsay, Paris

2009 :
- Made-up, Peabody Essex Museum, Salem

2013 :
- MJ6, Spectacles vivants, Centre national d'art et de culture Georges-Pompidou, Paris

2014 :
- Silencio, Paris, France.
- Surface Tension, DHC/ART Foundation, PHI Center, Montréal, Québec[11]
- Galerie Nathalie Obadia, Bruxelles
- Art@Kirchberg, Arendt & Medernach, Luxembourg

2015 :
- Valérie Belin, Les images intranquilles, Centre national d'art et de culture Georges-Pompidou, Paris[12]

2016 :
- All Star, galerie Nathalie Obadia, Paris[13]

2017 :
- Institut Culturel Bernard Magrez, Bordeaux[14]
- Valérie Belin : Méta-Clichés, (Itinérance), Three Shadows Photography Art Centre, Pékin / SCôP, Shanghai / Chengdu Museum
- Edwynn Houk Gallery, New York[15]

2018 :
- China Girls, galerie Nathalie Obadia, Bruxelles
- Edwynn Houk Gallery, New York
- Beetles+Huxley Gallery, Londres

2019 :
- Painted Ladies, La Mécanique Générale, Rencontres de la photographie d'Arles[6]
- China Girls, Multimedia Art Museum, Moscou
- All Star, dans le cadre de La Ronde, musée des Beaux-Arts de Rouen
- Reflection, Victoria and Albert Museum, Londres[16]

2020 :
- Reflection, galerie Nathalie Obadia

## Œuvres
Son travail se présente sous forme de séries photographiques. Dans les années 2000, elle se met à utiliser les outils de post-production numériques qui lui donnent une plus grande liberté de modification et de contrôle des valeurs chromatiques et initie sa première série en couleur.
À partir de 2009, Valérie Belin emploie d’autres types de manipulations numériques, post prise de vue, qui ont toutes pour effet d’accentuer la dimension hybride, graphique et artificielle de son travail, de la solarisation aux surimpressions. Par la suite, elle va également s’emparer de formes vectorielles abstraites trouvées « readymade » sur Internet, qu’elle retravaille sur l’ordinateur pour les fondre dans ses tirages.

### Séries photographiques
Source
Années 1990
- Cristal et Venise, 1993-1997
- Robes et Voitures, 1996-1998
- Bodybuilders, 1999

Années 2000
- Mariées Marocaines, 2000
- Transsexuels, 2001
- Femmes Noires, 2001
- Modèles I, 2001
- Moteurs, 2002
- Mannequins, 2003
- Michaël Jackson, 2004
- Modèles II, 2006
- Métisses, 2006
- Corbeilles de fruits, 2007
- Lido, 2007
- Têtes couronnées, 2009

Années 2010
- Black-Eyed Susan, 2010
- Brides, 2012
- Bob, 2012
- Intérieurs, 2012
- Still Life, 2014
- Super Models, 2015
- All Star, 2016
- Painted Ladies, 2017
- China Girls, 2018
- Reflection, 2019

## Film et performance
En parallèle, Valérie Belin explore d’autres formes d’expressions et transcende le médium de la photographie comme image fixe.
- 2011 : Black-Eyed Susan, vidéo réalisée à partir de la série photographique éponyme de 2010.
- 2013 : MJ6, Spectacles vivants, performance chorégraphiée, tirée de sa série des sosies de Michael Jackson de 2004, montrée au Centre Georges-Pompidou.

## Récompenses et distinctions

### Prix
- 2000 : Prix Fondation CCF (HSBC) pour la photographie[1]
- 2001 : Prix Altadis
- 2015 : Prix Pictet [30]

### Décorations
- Commandeure de l'ordre des Arts et des Lettres (17 octobre 2022)[31].